# CORE -Challengers of Rocket Engineering
CORE-Challengers of Rocket Engineeringは、日本の首都圏内の大学生が集まりハイブリッドロケットの製作及び打ち上げを主に行っている学生団体（インカレサークル）である。

## 活動目的
航空宇宙を学びたい、特にロケットを自分自身の手で打ち上げたいと強く考える学生は数多くいるものの、大学にそのような団体がない、工学部所属でないなどといった学生に対し、学習、製作の場を提供すること、更には他団体、他大学との交流の輪を広げ、宇宙を目指す学生の活性化を促すことを目標としている。また、打上げ以外にもロケットガール＆ボーイ養成講座のティーチングアシスタント（TA）などの宇宙教育活動も進めている。

## 活動内容
- 2007年3月21日　　 CORE設立
- 2007年～2010年 　能代宇宙イベントに参加
- 2008年3,4月　　　さざんか2nd 打上
- 2011年3月　　　　伊豆大島での打上
- 2011年8月　　　　能代宇宙イベントに参加
- 2012年3月　　　　伊豆大島での打上（CORE12-01機　別名：トマトーク）
- 2012年8月　　　　能代宇宙イベントに参加(CORE12-02機　別名：kyolo)
- 2012年11月　　　 伊豆大島での打上（CORE12-03機　別名：GXP）
- 2013年3月　　　　伊豆大島での打上（CORE12-04機　別名：SSP）
- 2013年8月　　　　能代宇宙イベント参加　(CORE13-01機　別名：MIRANDA)
- 2014年3月　　　  伊豆大島での打上
- 2014年8月　　　　能代宇宙イベントにて２機の打上
- 2014年11月　　　 伊豆大島での打上
- 2015年3月　　　　伊豆大島での打上
- 2015年8月　　　　第11回能代宇宙イベント参加
- 2015年11月        伊豆大島での打上
- 2016年3月         伊豆大島での２機の打上
- 2016年8月         第12回能代宇宙イベント参加
- 2016年11月        伊豆大島での打上
- 2017年3月         伊豆大島での打上
- 2017年8月         第13回能代宇宙イベント参加
- 2017年11月        伊豆大島での打上
- 2018年3月         伊豆大島での打上
- 2018年8月         第14回能代宇宙イベント参加
- 2018年11月        伊豆大島での打上
- 2018年3月         伊豆大島での打上
- 2019年8月　　　　能代宇宙イベントにて２機の打上
- 2019年11月　　　 伊豆大島で打上予定

## 組織
大学宇宙工学コンソーシアム(UNISEC)に加盟。組織は4つの班に分かれている。
- 機体班
- 電装班
- 燃焼班
- マーケティング班

## 参加大学
慶応義塾大学、首都大学東京、東京理科大学、東京電機大学、フェリス女学院大学、武蔵野美術大学、横浜国立大学、立教大学、早稲田大学(50音順)